# Solihull
Solihull este un oraș și un Burg Metropolitan în cadrul Comitatului Metropolitan West Midlands în regiunea West Midlands. Pe lângă orașul propriu zis Solihull, cu o populație de 94.753, mai conține și orașele Castle Bromwich, Chelmsley Wood, Fordbridge, Kingshurst, Marston Green și Smith's Wood.
1. ↑  A Vision of Britain through Time